# Notheizung

Notheizung für das Einfamilien- und Mehrfamilienhaus im Elektrobetrieb

Unter einer Notheizung oder auch Ersatzheizung versteht man einen ortsveränderlichen Wärmeerzeuger, der bei Ausfall oder Störung einer Heizung zeitnah die Wärme- und/oder Warmwasserversorgung eines Gebäudes oder Raumes übergangsweise übernehmen kann. Dabei unterscheidet man zwischen mobilen Heizzentralen, die auf ein vorhandenes Heizsystem schließen, und mobilen Direktheizgeräten (wie z. B. Heizlüfter), die direkt, also ohne Wärmeträger (wie z. B. Wasser), die umgebende Raumluft erwärmen. Während mobile Direktheizgeräte meist kleine Leistungen abdecken (ca. 1 bis 5 kW) und einzelne Räume beheizen, zeichnen sich mobile Heizzentralen durch ihre hohe Leistungsfähigkeit bis zu 6 Megawatt aus, die Großgebäude bis hin zu ganzen Wohnvierteln beheizbar machen und auch  die Warmwasserbereitung übernehmen können.